# Przestrzeń współrzędnych
Przestrzeń współrzędnych – prototypowy model przestrzeni liniowej skończonego wymiaru nad ustalonym ciałem; definiuje się ją jako przestrzeń produktową danego ciała nad skończonym zbiorem indeksów, w szczególności każde ciało można postrzegać jako jednowymiarową przestrzeń współrzędnych z działaniem mnożenia z ciała jako mnożenia przez skalar.

## Definicja
Niech {\displaystyle K} będzie ustalonym ciałem (takim jak liczby rzeczywiste {\displaystyle \mathbb {R} ,} liczby zespolone {\displaystyle \mathbb {C} }). Zbiór ciągów {\displaystyle n} elementów z ciała {\displaystyle K} tworzy nad nim {\displaystyle n}-wymiarową przestrzeń liniową {\displaystyle K^{n}} nazywaną przestrzenią współrzędnych z działaniami opisanymi poniżej.
Każdy wektor {\displaystyle \mathbf {x} } ma postać
{\displaystyle \mathbf {x} =(x_{1},x_{2},\dots ,x_{n}),}
przy czym elementy {\displaystyle x_{i}} ciągu nazywa się jego składowymi. Działania przestrzeni liniowej na {\displaystyle K^{n}} zdefiniowane są „po składowych”, czyli wzorami
{\displaystyle \mathbf {x+y} =(x_{1}+y_{1},x_{2}+y_{2},\dots ,x_{n}+y_{n}),}
{\displaystyle c\mathbf {x} =(cx_{1},cx_{2},\dots ,cx_{n}).}
Wektor zerowy ma postać
{\displaystyle \mathbf {0} =(0,0,\dots ,0),}
a wektor przeciwny do {\displaystyle \mathbf {x} } dany jest wzorem
{\displaystyle \mathbf {-x} =(-x_{1},-x_{2},\dots ,-x_{n}).}

## Wybór bazy
W przestrzeni współrzędnych wyróżniona jest rodzina ciągów postaci
{\displaystyle \mathbf {e} _{i}=(0,\dots ,0,1,0,\dots ,0),}
gdzie {\displaystyle 1} oznaczająca element neutralny mnożenia w {\displaystyle K} jest {\displaystyle i}-tym elementem ciągu, a pozostałe są równe {\displaystyle 0,} czyli elementowi neutralnemu dodawania w {\displaystyle K.} Ponieważ każdy wektor {\displaystyle \mathbf {x} } przestrzeni można jednoznacznie wyrazić za pomocą powyższej rodziny,
{\displaystyle \mathbf {x} =\sum _{i=1}^{n}x_{i}\mathbf {e} _{i},}
w jednoznaczny sposób, to wspomniane wektory tworzą bazę {\displaystyle K^{n}} – nazywa się ją bazą standardową lub bazę kanoniczną – współrzędne każdego z wektorów w tej bazie pokrywają się z jego składowymi. Nazwa tej przestrzeni wynika z twierdzenia mówiącego, iż każda {\displaystyle n}-wymiarowa przestrzeń liniowa {\displaystyle V} nad ciałem {\displaystyle K} ma strukturę identyczną ze strukturą przestrzeni {\displaystyle K^{n}.} Jednakże metoda utożsamienia tych przestrzeni nie jest uniwersalna – wymaga określenia bazy w przestrzeni {\displaystyle V,} a więc wskazania izomorfizmu (liniowego) {\displaystyle V\to K^{n}.} W ten sposób przekształcenie to wprowadza niejako układ współrzędnych tej przestrzeni; dokładniej, jeśli {\displaystyle \mathrm {A} \colon K^{n}\to V} jest izomorfizmem (różnowartościowym przekształceniem liniowym) danym wzorem
{\displaystyle \mathrm {A} (\mathbf {e} _{i})=\mathbf {a} _{i}}
dla {\displaystyle i=1,\dots ,n,} to wektory {\displaystyle \mathbf {a} _{i}} tworzą bazę przestrzeni {\displaystyle V.} Podobnie dla każdej bazy uporządkowanej złożonej z wektorów {\displaystyle \mathbf {a} _{i}} można wskazać izomorfizm {\displaystyle \mathrm {A} \colon K^{n}\to V} dany wzorem
{\displaystyle \mathrm {A} (\mathbf {x} )=\sum _{i=1}^{n}x_{i}\mathbf {a} _{i}.}
W ten sposób dowolny wektor {\displaystyle \mathbf {v} } przestrzeni {\displaystyle V} można utożsamić z wektorem {\displaystyle \mathbf {v} _{B}} jego współrzędnych w bazie uporządkowanej {\displaystyle B=(\mathbf {b} _{i})} należący do {\displaystyle K^{n},} mianowicie
{\displaystyle \mathbf {v} =v_{1}\mathbf {b} _{1}+v_{2}\mathbf {b} _{2}+\ldots +v_{n}\mathbf {b} _{n}}
odpowiada wtedy wektor złożony z jego współrzędnych w bazie {\displaystyle B,}
{\displaystyle \mathbf {v} _{B}=(v_{1},v_{2},\dots ,v_{n}).}
To jest właśnie powodem, dla którego {\displaystyle K^{n}} nazywa się „przestrzenią współrzędnych” {\displaystyle n}-wymiarowej przestrzeni liniowej nad ciałem {\displaystyle K.} Mogłoby się wydawać, że abstrakcyjne przestrzenie liniowe (skończonego wymiaru) w świetle dostępności przestrzeni współrzędnych są niepotrzebne, jednak niekiedy dogodniejsze jest operowanie w przestrzeni bez wybranej bazy („układu współrzędnych”); istnieją również przestrzenie liniowe, w których wybór bazy nie jest oczywisty bądź zaciemnia sytuację – nie mniej wszelkie obliczenia i konkretne wymagają wybrania pewnej bazy przestrzeni liniowej (zob. sekcję Uogólnienia).

## Macierze
Składowe wektora {\displaystyle \mathbf {x} } przestrzeni współrzędnych {\displaystyle K^{n},} tzn. elementy ciągu {\displaystyle (x_{1},\dots ,x_{n})} można zapisać w macierzy jednokolumnowej bądź jednowierszowej, tzn. typu {\displaystyle n\times 1} lub {\displaystyle 1\times n,} mianowicie
{\displaystyle {\begin{bmatrix}x_{1}\\x_{2}\\\vdots \\x_{n}\end{bmatrix}}\quad {\mbox{ lub }}\quad {\begin{bmatrix}x_{1}&x_{2}&\dots &x_{n}\end{bmatrix}}.}
Działania na tych macierzach definiuje się identycznie jak opisano to w sekcji Definicja, z tego względu zwykle utożsamia się powyższe przestrzenie z przestrzenią współrzędnych bądź definiuje przestrzeń współrzędnych jako przestrzeń macierzy jednego z powyższych typów macierzy nad ciałem {\displaystyle K.}
Zwykle przedkłada się macierze jednokolumnowe nad macierze jednowierszowe nazywane odpowiednio wektorami kolumnowymi oraz wektorami wierszowymi, co ma swoje źródło w zastosowaniu macierzy typu {\displaystyle m\times n} do opisu we współrzędnych (ustalonych bazach) przekształceń liniowych {\displaystyle K^{n}\to K^{m}.} Wówczas działaniu przekształcenia liniowego na wektorze i składaniu przekształceń odpowiada mnożenie macierzy w naturalnym porządku, działaniom na przekształceniach {\displaystyle \mathrm {A} (\mathbf {x} ),\mathrm {A} \circ \mathrm {B} } odpowiadają działania na macierzach {\displaystyle \mathbf {AX} ,\mathbf {AB} ,} gdzie {\displaystyle \mathbf {A} ,\mathbf {B} } są macierzami przekształceń liniowych {\displaystyle \mathrm {A} ,\mathrm {B} ,} a kolejne elementy macierzy jednokolumnowej {\displaystyle \mathbf {X} } pokrywają się z odpowiednimi elementami wektora {\displaystyle \mathbf {x} .}
Na mocy własności przekształcenia liniowego zachodzi
{\displaystyle \mathrm {A} (\mathbf {x} )=\mathrm {A} \left(\sum _{i=1}^{n}x_{i}\mathbf {e} _{i}\right)=\sum _{i=1}^{n}x_{i}\mathrm {A} (\mathbf {e} _{i})=\sum _{i=1}^{n}x_{i}\mathbf {a} _{i},}
gdzie {\displaystyle \mathbf {e} _{i}} oznaczają wektory bazy standardowej; wynika stąd, że w celu obliczenia {\displaystyle i}-tej składowej obrazu {\displaystyle \mathrm {A} (\mathbf {x} )} wystarczy znać {\displaystyle \mathbf {a} _{i},} czyli obraz {\displaystyle i}-tego wektora bazowego {\displaystyle \mathbf {e} _{i}} w przekształceniu {\displaystyle \mathrm {A} .} W języku macierzy {\displaystyle \mathbf {AE} _{i}=\mathbf {A} _{i}} oznacza {\displaystyle i}-tą kolumnę macierzy {\displaystyle \mathbf {A} } odpowiadającej {\displaystyle \mathrm {A} .} Działanie {\displaystyle \mathbf {AX} } można wtedy traktować jako
{\displaystyle \mathbf {AX} =\mathbf {A} \left(\sum _{i=1}^{n}x_{i}\mathbf {E} _{i}\right)=\sum _{i=1}^{n}x_{i}\mathbf {AE} _{i}=\sum _{i=1}^{n}x_{i}\mathbf {A} _{i},}
tzn. kombinację liniową składowych wektora kolumnowego {\displaystyle \mathbf {X} } i wektorów kolumnowych {\displaystyle \mathbf {A} _{i}} (por. mnożenie macierzy metodą współczynniki-wektory), co można zapisać w postaci macierzowej jako
{\displaystyle \mathbf {AX} ={\begin{bmatrix}x_{1}\mathbf {A} _{1}&\dots &x_{n}\mathbf {A} _{n}\end{bmatrix}}={\begin{bmatrix}\mathbf {A} _{1}&\dots &\mathbf {A} _{n}\end{bmatrix}}\mathbf {X} .}
Umożliwia to postrzeganie macierzy {\displaystyle \mathbf {A} } jako ciągu wektorów kolumnowych – odpowiada temu traktowanie przekształcenia liniowego {\displaystyle K^{n}\to K^{m}} jako przekształcenia wieloliniowego o {\displaystyle n} argumentach w przestrzeń {\displaystyle K^{m}} danego wzorem {\displaystyle {\mathsf {A}}(x_{1},\dots ,x_{n})\mapsto \mathrm {A} ([x_{1},\dots ,x_{n}])=[x_{1}\mathbf {a} _{1},\dots ,x_{n}\mathbf {a} _{n}]} – obserwacja ta ułatwia niekiedy rozważania teoretyczne.

## Uogólnienia
Ponieważ elementami przestrzeni współrzędnych są ciągi, tzn. funkcje określone na zbiorze skończonym {\displaystyle \langle n\rangle =\{1,2,\dots ,n\}} o wartościach w {\displaystyle K.} W ten sposób wektory są funkcjami, które odwzorowują każdy z elementów {\displaystyle i} zbioru {\displaystyle \langle n\rangle } na {\displaystyle i}-tą składową tego wektora. Dlatego przestrzeń współrzędnych {\displaystyle K^{n}} to w istocie przestrzeń {\displaystyle K^{\langle n\rangle }} funkcji {\displaystyle \langle n\rangle \to K.} Pomysł ten uogólnia się na przestrzenie funkcji indeksowanych za pomocą dowolnego zbioru {\displaystyle I} w postaci tzw. przestrzeni funkcyjnych, w szczególności uogólnionej, czy nieskończonej przestrzeni współrzędnych.

### Dualność
Wybór wektorów kolumnowych typu {\displaystyle n\times 1} nie oznacza, że wektory wierszowe {\displaystyle 1\times n} nie są wtedy używane: z każdą przestrzenią współrzędnych {\displaystyle K^{n}} można związać przestrzeń {\displaystyle {\underline {K^{n}}}} (oznaczaną zwykle gwiazdką w indeksie górnym za symbolem przestrzeni) form liniowych {\displaystyle K^{n}\to K} nazywanej przestrzenią dualną do {\displaystyle K^{n}.} Każdą formę liniową na {\displaystyle K^{n}} można przedstawić w bazach standardowych (obu przestrzeni) w postaci
{\displaystyle u(\mathbf {x} )=\sum _{i=1}^{n}u_{i}x_{i}.}
Działanie formy {\displaystyle u} na wektorze {\displaystyle \mathbf {x} } jest liniowe ze względu tak na wektory, jak i na kowektory z osobna i daje wynik skalarny – można więc na nie patrzeć jako na formę dwuliniową {\displaystyle {\underline {K^{n}}}\times K^{n}\to K} daną wzorem
{\displaystyle \langle u,\mathbf {x} \rangle =u(\mathbf {x} ).}
Ta niezdegenerowana forma dwuliniowa ustala w ten sposób parowanie doskonałe między kowektorami a wektorami przestrzeni {\displaystyle K^{n}} definiując izomorfizm {\displaystyle {\underline {K^{n}}}\to K^{n}.} Dzięki temu utożsamieniu forma {\displaystyle u} określona na przestrzeni {\displaystyle K^{n}} (będąca równocześnie wektorem przestrzeni do niej dualnej {\displaystyle {\underline {K^{n}}}}) znajduje przedstawienie w postaci wektora współrzędnych {\displaystyle \mathbf {u} ;} z tego powodu formy liniowe na {\displaystyle K^{n}} nazywa się też kowektorami tej przestrzeni.
Wspomniany izomorfizm (albo ogólniej: parowanie) umożliwia zdefiniowanie transpozycji lub sprzężenia przekształcenia {\displaystyle \mathrm {A} \colon K^{n}\to K^{m},} czyli przekształcenia liniowego {\displaystyle {\underline {\mathrm {A} }}\colon {\underline {K^{m}}}\to {\underline {K^{n}}}} (zwykle oznacza się je gwiazdką lub dużą literą „T” w indeksie górnym po prawej stronie symbolu przekształcenia), które odwzorowuje kowektory przestrzeni {\displaystyle K^{m}} w kowektory na {\displaystyle K^{n}} według wzoru {\displaystyle {\underline {\mathrm {A} }}(u)=u\circ \mathrm {A} ;} jego obraz będący formą na {\displaystyle K^{n}} nazywa się cofnięciem {\displaystyle u} przez/wzdłuż {\displaystyle \mathrm {A} .} Ze względu na obecność w obu przestrzeniach form dwuliniowych utożsamiających wektory z kowektorami możliwe jest scharakteryzowanie tego odwzorowania za pomocą tożsamości {\displaystyle \langle {\underline {\mathrm {A} }}(u),\mathbf {x} \rangle =\langle u,\mathrm {A} (\mathbf {x} )\rangle ,} która byłaby spełniona dla wszystkich {\displaystyle u,\mathbf {x} .}
Z definicji mnożenia macierzy wynika, że jeśli wektory kolumnowe odpowiadają wektorom danej przestrzeni współrzędnych, to wektory wierszowe reprezentują jej kowektory, gdyż wspomniane parowanie w przypadku macierzy przyjmuje postać
{\displaystyle {\underline {\mathbf {U} }}\mathbf {X} =\left[{\begin{smallmatrix}u_{1}&\dots &u_{n}\end{smallmatrix}}\right]\left[{\begin{smallmatrix}x_{1}\\\vdots \\x_{n}\end{smallmatrix}}\right]=\left[\sum _{i=1}^{n}u_{i}x_{i}\right]={\big [}u(\mathbf {x} ){\big ]},}
gdzie podkreślenie oznacza izomorfizm {\displaystyle \mathrm {Mat} _{n\times 1}\to \mathrm {Mat} _{1\times n}} odpowiadający utożsamieniu wektorów z kowektorami. Transpozycji przekształcenia liniowego odpowiada transpozycja (nazywana też przestawieniem i oznaczana standardowo dużą literą „T” w indeksie górnym za symbolem) macierzy {\displaystyle \mathbf {M} } typu {\displaystyle m\times n} dająca w wyniku macierz {\displaystyle {\underline {\mathbf {M} }}} typu {\displaystyle n\times m,} która polega na zamianie miejscami jej wierszy i kolumn (z zachowaniem ich porządku).
Choć oczywiste jest, iż {\displaystyle {\underline {\underline {\mathbf {A} }}}=\mathbf {A} ,} to wcale nie jest jasne, iż {\displaystyle {\underline {\underline {\mathrm {A} }}}\colon {\underline {\underline {K^{n}}}}\to {\underline {\underline {K^{m}}}},} a w szczególności, iż {\displaystyle {\underline {\underline {K^{n}}}}} ma tę samą strukturę, co {\displaystyle K^{n}.} Jak można się domyślać, skoro zachodzi równość dla macierzy, to istnieje pewne utożsamienie (izomorfizm) między tymi przestrzeniami – wynika to wprost z faktu, iż dowolne dwie przestrzenie liniowe równego wymiaru skończonego są izomorficzne. W tym wypadku istnieje jednak naturalne przekształcenie danej z przestrzeni z jej drugą dualną (tj. przestrzeni form liniowych określonych na przestrzeni form liniowych danej przestrzeni), które odwzorowywałoby wektor w „ko-kowektor”, czyli formę {\displaystyle {\underline {K^{n}}}\to K.} Obliczenie wartości (tzw. ewaluacja) formy dla ustalonego wektora, {\displaystyle \mathrm {ev} _{\mathbf {x} }\colon u\mapsto u(\mathbf {x} ),} jest przekształceniem liniowym ze względu na przyłożone formy, które jest elementem {\displaystyle {\underline {\underline {K^{n}}}}.} Przekształcenie {\displaystyle \mathrm {ev} \colon \mathbf {x} \mapsto \mathrm {ev} _{\mathbf {x} },} liniowe ze względu na przyłożone wektory, odwzorowuje więc {\displaystyle K^{n}} w przestrzeń {\displaystyle {\underline {\underline {K^{n}}}}.} W ten sposób działanie {\displaystyle \mathrm {ev} } obliczania wartości formy {\displaystyle u} przy jej działaniu na wektor {\displaystyle \mathbf {x} } dane wzorem {\displaystyle \mathrm {ev} _{\mathbf {x} }(u)=u(\mathbf {x} )} jest naturalnym parowaniem danej przestrzeni i przestrzeni do niej dualnej – przestrzenie, dla których istnieje tego rodzaju utożsamienie (zwykle jest ono tylko zanurzeniem), nazywa się refleksywnymi; są nimi w szczególności przestrzenie współrzędnych, o czym mówi ta uwaga (zob. para dualna).
Analizowanym w poprzedniej sekcji działaniom na przekształceniach, {\displaystyle \mathrm {A} (\mathbf {x} ),\mathrm {A} \circ \mathrm {B} ,} odpowiada mnożenie następujących macierzy: {\displaystyle {\underline {\mathbf {XA} }}} oraz {\displaystyle {\underline {\mathbf {BA} }},} czyli w odwrotnym porządku – przedkładanie wektorów kolumnowych nad wierszowe przy opisie przekształceń liniowych jest więc czysto arbitralne i wynika z naturalnej w zachodniej kulturze chęci zapisu działań od lewej do prawej.

### Iloczyn skalarny
W przestrzeni współrzędnych nad ciałem liczb rzeczywistych {\displaystyle \mathbb {R} } definiuje się działanie odwzorowujące parę wektorów {\displaystyle \mathbf {x} ,\mathbf {y} } w ciało jej skalarów nazywane iloczynem skalarnym tych wektorów:
{\displaystyle \mathbf {x} \cdot \mathbf {y} :=\sum _{i=1}^{n}x_{i}y_{i}.}
Odwzorowanie to wprowadza na przestrzeni {\displaystyle \mathbb {R} ^{n}} strukturę unitarną, w tym pojęcia „długości” i „odległości”; każda przestrzeń liniowa ma naturalną strukturę afiniczną nad samą sobą, dzięki czemu {\displaystyle \mathbb {R} ^{n}} ma strukturę euklidesową.
Z definicji iloczynu skalarnego wynika, że jest przemienny i liniowy ze względu oba argumenty: w oparciu o poprzednią sekcję rozważania te sugerują istnienie niezdegenerowanej formy dwuliniowej {\displaystyle \mathbb {R} ^{n}\times \mathbb {R} ^{n}\to \mathbb {R} } będącej parowaniem przestrzeni {\displaystyle \mathbb {R} ^{n}} ze sobą dzięki istnieniu formy {\displaystyle {\underline {\mathbb {R} ^{n}}}\times \mathbb {R} ^{n}\to \mathbb {R} } dającej izomorfizm {\displaystyle {\underline {\mathbb {R} ^{n}}}\to \mathbb {R} ^{n}.} Dlatego choć iloczyn skalarny jest działaniem na wektorach, to operacje z jego wykorzystaniem muszą respektować utożsamienie wektorów z kowektorami (tj. działanie kowektorów na wektorach) – przekształceniami zachowującymi własności iloczynu skalarnego są przekształcenia ortogonalne (ich macierzami są macierze ortogonalne).
Inna natura obiektów manifestuje się w odmiennym ich zachowaniu przy zmianie bazy za pomocą przekształcenia nieortogonalnego (tj. przy nieortogonalnych automorfizmach przestrzeni liniowej, np. na prostoliniową, czy krzywoliniową): współrzędne wektorów przekształcają się w pewnym sensie „na przekór” (kontrawariantnie) przekształceniu przejścia między bazami, z kolei współrzędne kowektorów odwzorowywane są niejako „zgodnie” (kowariantnie) względem tego przekształcenia. Nie mniej obecność przestrzeni dualnej długo pozostawała niezauważona, a konieczność śledzenia wektorów i kowektorów stała się jednym z powodów, dla których preferuje się operowanie na przestrzeniach bez wybranych baz.
Podobnie można określić przestrzeń współrzędnych zespolonych w przypadku ciała liczb zespolonych i rozważać iloczyn skalarny dany jednak nieco innym wzorem, wówczas mówi się o przestrzeniach unitarnych, przekształceniach unitarnych i macierzach unitarnych.